# Sterreria psammicola
Sterreria psammicola är en plattmaskart som först beskrevs av Wolfgang Sterrer 1970.  Sterreria psammicola ingår i släktet Sterreria och familjen Nemertodermatidae. Arten är reproducerande i Sverige. Inga underarter finns listade i Catalogue of Life.